# Barton (Oregón)
Barton es un área no incorporada ubicada en el condado de Clackamas en el estado estadounidense de Oregón. Barton se encuentra al norte de Riverside.

## Geografía
Barton se encuentra ubicado en las coordenadas 45°23′21″N 122°24′21″O / 45.38917, -122.40583.